# Wiktor Jastrebow
Wiktor Anatolijowycz Jastrebow (ukr.  Віктор Анатолійович Ястребов; ur. 13 stycznia 1982) w Nadwórnie – ukraiński lekkoatleta specjalizujący się w trójskoku.
Najważniejszym jego osiągnięciem jest halowe wicemistrzostwo Europy w trójskoku (2009). Brązowy medalista mistrzostw świata juniorów młodszych w Bydgoszczy (1999).
Dwa razy uczestniczył w igrzyskach olimpijskich (2004, 2008), w żadnym z występów nie zdobył medalu.

## Największe osiągnięcia
| Rok  | Rodzaj zawodów                        | Miasto    | Konkurencja | Miejsce | Wynik   |
| ---- | ------------------------------------- | --------- | ----------- | ------- | ------- |
| 1999 | Mistrzostwa świata juniorów młodszych | Bydgoszcz | trójskok    | 3.      | 15,74 m |
| 2001 | Mistrzostwa Europy juniorów           | Grosseto  | trójskok    | 3.      | 16,43 m |
| 2003 | Uniwersjada                           | Taegu     | trójskok    | 2.      | 16,88 m |
| 2006 | Mistrzostwa Europy                    | Göteborg  | trójskok    | 7.      | 16,94 m |
| 2009 | Halowe Mistrzostwa Europy             | Turyn     | trójskok    | 2.      | 17,25 m |

## Rekordy życiowe
- hala – 17,25 m (2009)
- stadion – 17,32 m (2004)